# Kongo Central

Kongo Central

Kongo Central (dříve francouzsky: Bas-Congo, doslova Dolní Kongo) je provincie v Konžské demokratické republice. Její hlavní město je Matadi. Sousedí s provinciemi Kinshasa a Bandundu jakož i s Konžskou republikou, Angolou a angolskou enklávou Cabinda. K přejmenování provincie na nynější název došlo v roce 2015 a jde o jedinou konžskou provinci, která má přístup k Atlantiku. V roce 2010 zde žilo 4 522 942 obyvatel.

## Administrativní členění
Provincie Kongo Central se dělí na 2 města a 3 okresy:
- Města
  - Matadi
  - Boma
- Okresy
  - Bas-fleuve
  - Cataractes
  - Lukaya